# Макеева, Полина Георгиевна
Полина Георгиевна Макеева — советский хозяйственный и политический деятель.

## Биография
Родилась в 1920 году в Калужской области. Член КПСС.
С 1940 года — на хозяйственной, общественной и политической работе.
В 1940—1951 гг. — учитель школы деревни Ношино, секретарь, первый секретарь Абанского райкома ВЛКСМ.
В 1951—1955 гг. — первый секретарь Красноярского крайкома ВЛКСМ.
В 1960—1963 гг. — первый секретарь Центрального райкома КПСС города Красноярска.
В 1963—1976 гг. — секретарь Красноярского крайкома КПСС.
В 1976—1987 гг. — член Комитета народного контроля при ЦК КПСС.
Делегат XIX и XXIV съездов КПСС.
Умерла в Москве после 1997 года.

## Оценки современников
Макеева Полина Георгиевна. Тогда идеологией, по-моему, ведала...Это вообще был свет в окне. Она такая мощная, мощная коммунистка! Её боялись все мужики!Валентина Павловна Красовская, доктор медицинских наук, профессор, заведующая кафедрой детской хирургии Красноярского медицинского института, почётный гражданин Красноярского края